# Pamela Tola
Pamela Tola, född 15 oktober 1981 i Strömfors, en finsk skådespelare. Hennes genombrottsfilm var Dome Karukoskis film Tyttö sinä olet tähti (2005), som hon också fick sin första Jussi-nominering för. Tola har också varit med i Karukoskis filmer Lejonhjärta (Leijonasydän) och Lapland Odyssey (Napapiirin sankarit). Hon är en av huvudskådespelarna i MTV3:s Saturday Night Live.

## Studier och fritidsintressen
Pamela Tola tog studentexamen i Niinivara gymnasium i Joensuu år 2001. Innan hon började i Teaterhögskolan, studerade hon ett år till socionom i Norra Karelens yrkeshögskola. Tola har skådespelat sedan hon var tio år gammal i videofilmer och på fritidsteatrar. Hon håller också på med fotografering och skrivande.
Pamela Tola blev färdig från Teaterhögskolan 2008. Hon skådespelade i Teater Jurkka i Helsingfors åren 2004–2008.
År 2007 publicerade hon boken Miksi näyttelen? (Varför skådespelar jag?).

## Filmografi i urval
| År   | Namn                  | Roll         |
| ---- | --------------------- | ------------ |
| 2005 | Tyttö sinä olet tähti | Nelli        |
| 2005 | Fruset land           | Elina        |
| 2006 | Saippuaprinssi        | Ilona Varis  |
| 2010 | Napapiirin sankarit   | Inari        |
| 2012 | Härmä                 | Aino Kantola |
| 2013 | Isänmaallinen mies    | Aino         |
| 2013 | Leijonasydän          | Tölli        |
| 2015 | Napapiirin sankarit 2 | Inari        |
| 2017 | Napapiirin sankarit 3 | Inari        |

| År         | Namn                | Roll           |
| ---------- | ------------------- | -------------- |
| 2016       | Kynsin hampain      | Anita Karvonen |
| 2016       | Saturday Night Live | Flera roller   |
| 2012, 2017 | Kimmo               | Ulla           |
| 2024       | Suurmestari         | Tävlande       |